# Nicolás Falcó

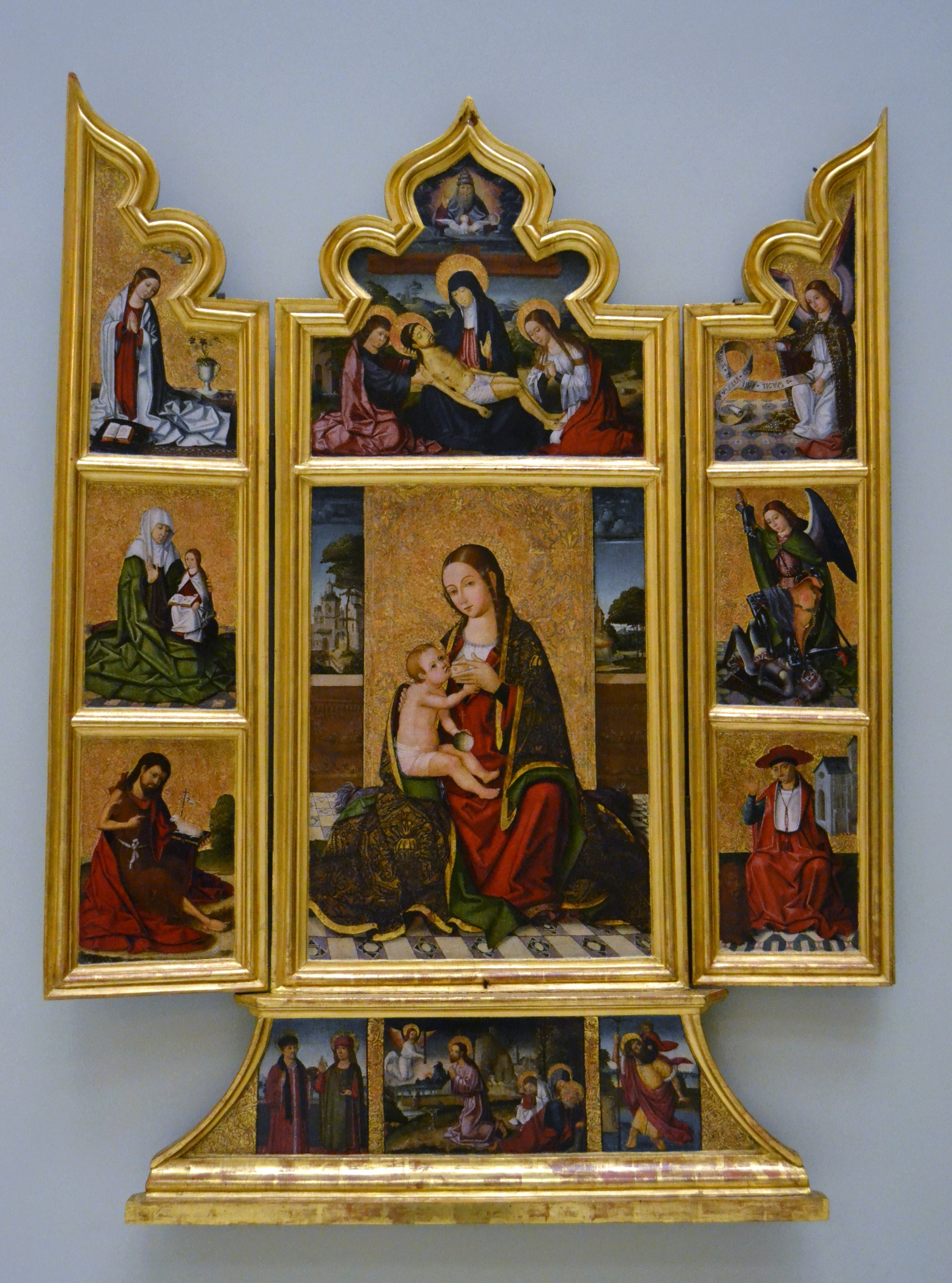
Tríptico de la Virgen de la Leche, óleo sobre tabla, 140 x 103 cm, Museo de Bellas Artes de Valencia.

Nicolás Falcó fue un pintor tardogótico activo en Valencia donde se le documenta de 1493 a 1530, año de su fallecimiento, pintor de la Ciudad y cabeza de una dinastía de pintores.

## Biografía y obra
Documentado desde 1493 en tareas menores (dorar la veleta del hospital de los Inocentes, pintar un clavicordio), «Nicolau Falco, pintor», sin título de maestro, aparece empadronado en la parroquia de San Martín de Valencia en la Tacha real de 1513, debiendo contribuir con cinco sous, muy por debajo de los quince sueldos que hubieron de pagar Rodrigo de Osona y Pere Cabanes —su suegro—, que eran en ese repartimiento los mayores contribuyentes entre los pintores. Con todo, en 1499 había ya contratado la ejecución de un retablo de gran envergadura para la iglesia de Chelva y es posible que ya en 1501 comenzase a trabajar en el retablo de la Puridad, en el que los trabajos se prolongaron al menos hasta 1515.
En diciembre de 1520, como síndico de los pintores, fue el primer firmante de los Capítulos presentados por los pintores de Valencia al gobernador para poder constituirse en colegio y universidad, primer intento de los pintores figurativos valencianos —pintores de retablos— de agruparse gremialmente en el contexto del movimiento de las Germanías, y el 15 de junio de 1521, al calor del levantamiento, sus compañeros de oficio reunidos en la Cofradía de Belén, «confiant molt be de la bondat e legalitat del honorable mestre nicholau falco», lo eligieron para que en representación del «offici o art de pintors» solicitase armas a los jurados y autoridades de la ciudad. En esa línea, un día después participó en el nombramiento de Joan Caro, un conocido cabecilla del sector moderado, como su capitán para marchar contra la villa de Gandía, donde los agermanados derrotaron al virrey. Casado en segundas nupcias con Joana Torrent, nacieron de este segundo matrimonio tres hijos, uno de ellos el también pintor Onofre Falcó.
De las obras documentadas o atribuidas a Nicolás Falcó, cabe destacar el retablo mayor eucarístico del primitivo convento de la Puridad, ingresado en el Museo de Bellas Artes de Valencia con la desamortización del convento en 1836. Contratado por su abadesa, sor Damiata de Mompalau, en las labores de escultura y talla trabajaron a partir de 1500 Pablo, Onofre y Damián Forment, encargándose Falcó entre 1507 y 1515 del trabajo de pintura, todavía con fuertes recuerdos góticos. Poco posterior (1516) es el contrato firmado con los jurados de la ciudad como patronos de la institución universitaria para pintar y dorar por cuarenta ducados de oro el retablo de la Capilla de la Sapiencia de la Universidad literaria de Valencia, la Nau, al que pertenece la tabla de la Virgen de la Sapiencia, conservada in situ. En ella, como en una sacra conversación a la manera italiana, la Virgen sedente con el Niño sobre las rodillas aparece entre dos grupos de ángeles cantores, san Lucas Evangelista, patrón de la Universidad, y san Nicolás de Bari, que lo era de los estudiantes, conjugando las novedades italianizantes llegadas a Valencia con Paolo de San Leocadio con los elementos de la tradición gótica, tal como, por otra parte, habría hecho el propio San Leocadio, adaptándose a los gustos conservadores de la clientela. Ocurre lo mismo con su Anunciación del convento de Santa Clara de Gandía o con el tríptico de la Virgen de la Leche del Museo de Bellas Artes de Valencia, asignado al Maestro de la familia Martínez Vallejo, que se ha identificado tanto con un supuesto Onofre Falcó I como con Nicolás. Descartada la existencia del que se llamó Onofre Falcó I y bien documentada la autoría del retablo de la Puridad, las obras anteriomente asignadas al citado maestro de Martínez Vallejo —lo que incluye el tríptico de Santa Ana y un retablo de San Jaime, ambos procedentes de la colección Muntadas y conservados en el MNAC— han pasado a ser asignadas a Nicolás Falcó.